# Ольшова (Великопольське воєводство)
Ольшова (пол. Olszowa, нім. Olschowa) — село в Польщі, у гміні Кемпно Кемпінського повіту Великопольського воєводства.
Населення — 1103 особи (2011).
У 1975-1998 роках село належало до Каліського воєводства.

## Демографія
Демографічна структура станом на 31 березня 2011 року:
|          | Загалом | Допрацездатний вік | Працездатний вік | Постпрацездатний вік |
| -------- | ------- | ------------------ | ---------------- | -------------------- |
| Чоловіки | 567     | 139                | 386              | 42                   |
| Жінки    | 536     | 100                | 323              | 113                  |
| Разом    | 1103    | 239                | 709              | 155                  |